# Металургійний державний музей України
Державний заклад «Металургійний державний музей України» (музей металургів) — це єдиний професійний заклад в України, де зберігаються основні предмети і експонати, які розповідають про історію металургії України.
Експозиції та експонати музею розповідають про розвиток металургійної, гірничодобувної промисловості, науки України, про формування кваліфікованих кадрів, також рекламують окремі унікальні постаті як вчених, директорів заводів так і інших спеціалістів, робочих.

## Історія та сьогодення музею
Організатором і ініціатором створення музею виступила колегія Міністерства чорної металургії УРСР (на чолі з міністром Я. П. Куліковим) і президії Українського Республіканського комітету профспілки металургійної промисловості (на чолі з головою О. О. Александровим). 30 грудня 1969 року було прийняло постанову про створення музею металургів.
У 1986 році відповідно наказу від 8 жовтня 1985 року музей був створений як самостійна організація при Міністерстві чорної металургії УРСР з назвою — музей бойової та трудової слави металургів (того часу знаходився на вул. Дзержинського, 23).
У 2000 р. музей переїхав до приміщення Інституту чорної металургії ім. З. І. Некрасова НАН України на пл. Академіка Стародубова, 1. Сама експозиція знаходиться на третьому поверсі.
З 1 січня 2015 року заклад передано з державного до обласного бюджету Дніпропетровської області. Але через рік і до сьогодення підпорядкований Міністерству економічного розвитку та торгівлі України.

## Експозиція музею
Музей володіє документацією усіх металургійних заводів України, включаючи історико-бібліографічні дані вчених та металургів. Експозиція музею складається з трьох залів:
Зал № 1: Історія розвитку металургії України.
Експозиція розповідає про шлях розвитку чорної металургії від найдавніших часів до сьогодення. В залі можна побачити інформацію про Олександра Поля та відкриття ним криворізьких руд. Можна побачити макет поселення Юзівка (наразі Донецьк), фото та документи, повязані з самим Джоном Юзом, робочі інструменти ХІХ ст. А також багато матеріалу про заснування металургійних заводів в Катеринославі: Гантке, Шодуар, Брянський завод та ін.
Є матеріали про розвиток металургії в до і після Другої світової війни: Я. П. Чайковський, В. П. Мишенін, А. П. Шкулепов та ін.
Зал № 2: Сучасність металургійної та гірничодобувної промисловості. В експозиції зали є електронна карта з позначенням металургійних підприємств України; панно з металургійними заводами Дніпропетровщини; макет доменної печі ДП № 9 Криворізького металургійного комбінату з повною імітацією виплавки чавуну; макет сталеплавильної печі; макет прокатного стану; макет метизного виробництва ХІХ ст. та ін.
Зал № 3: Металургія, як базову, соціально-вагома галузь промисловості
В експозиції йде розповідь про видатних вчених-металургів, як то: академіка О. П. Чекмарьова, К. П. Буніна, С. М. Жучкова, Є. В. Приходька та ін. Є макет метизного виробництва 1980-х років.
Також в залах музею щорічно відбуваються актуальні тематичні виставки.